# Bethel Acres
Bethel Acres és un poble dels Estats Units a l'estat d'Oklahoma. Segons el cens del 2000 tenia 2.735 habitants.

## Demografia
Segons el cens del 2000, Bethel Acres tenia 2.735 habitants, 985 habitatges, i 816 famílies. La densitat de població era de 37,4 habitants per km².
Dels 985 habitatges en un 37% hi vivien nens de menys de 18 anys, en un 70,9% hi vivien parelles casades, en un 7,9% dones solteres, i en un 17,1% no eren unitats familiars. En el 15,2% dels habitatges hi vivien persones soles el 5,6% de les quals corresponia a persones de 65 anys o més que vivien soles. El nombre mitjà de persones vivint en cada habitatge era de 2,72 i el nombre mitjà de persones que vivien en cada família era de 3,01.
Per edats la població es repartia de la següent manera: un 27,7% tenia menys de 18 anys, un 6,9% entre 18 i 24, un 27,5% entre 25 i 44, un 25,2% de 45 a 60 i un 12,7% 65 anys o més.
L'edat mediana era de 38 anys. Per cada 100 dones de 18 o més anys hi havia 97,9 homes.
La renda mediana per habitatge era de 43.961 $ i la renda mediana per família de 45.000 $. Els homes tenien una renda mediana de 37.390 $ mentre que les dones 24.185 $. La renda per capita de la població era de 18.826 $. Entorn del 5,3% de les famílies i el 6,3% de la població estaven per davall del llindar de pobresa.

## Poblacions més properes
El següent diagrama mostra les poblacions més properes.